# Brassica villosa
Brassica villosa är en korsblommig växtart som beskrevs av Antonius de Bivona-Bernardi. Brassica villosa ingår i släktet kålsläktet, och familjen korsblommiga växter. IUCN kategoriserar arten globalt som nära hotad. Inga underarter finns listade i Catalogue of Life.